# Samuel Frätschkes
Samuel Frätschkes, Szinnyeinél Frätschkes Sámuel (Brassó, 1802. október 23. – Brassó, 1877. augusztus 27.) erdélyi szász evangélikus tanár majd lelkész.

## Élete
Johann Frätschkes iparos fia, Karl Frätschkes tanár apja volt. A gimnáziumot Pozsonyban végezte az evangélikus líceumban. 1829. október 10-én segédtanár lett Brassóban, 1834. augusztus 14-étől lektor; 1836-tól 1856. április 3-ig pedig rektor volt, ezután lelkésznek nevezték ki a brassói külvárosi leányegyházhoz. Frätschkes magáévá tette a közösség önállósulási törekvéseit, és megnyerte az ügynek a barcasági káptalant is, így 1862-ben önálló egyházközséggé válhattak.

## Munkái
- Wohlgemeinte Rathschläge zu einer vortheilhaften Führung der Landwirthschaft. Zu Nutz und Frommen der den Landbau auf der Kronstädter Gemarkung Treibenden, Kronstadt, 1863.
- Szerkesztette a brassói ágostai evangélikus gimnázium Értesítőit 1852–55-ben.